# Hydrobaenus virgo
Hydrobaenus virgo är en tvåvingeart som beskrevs av Ole Anton Saether 1976. Hydrobaenus virgo ingår i släktet Hydrobaenus och familjen fjädermyggor.
Artens utbredningsområde är Ontario. Inga underarter finns listade i Catalogue of Life.